# Axel Seeberg (Archäologe)

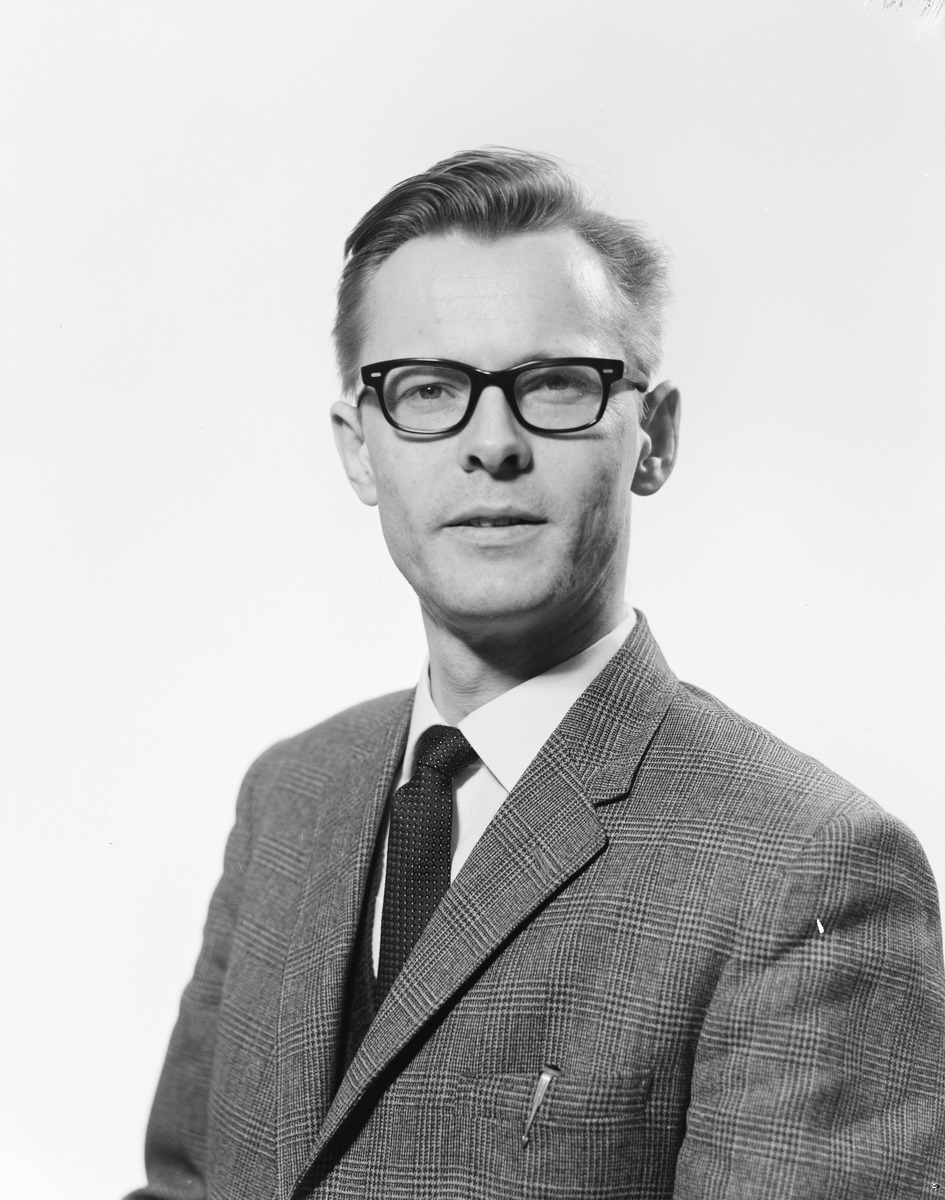
Axel Seeberg (1961)

Axel Seeberg (* 11. Februar 1931 in Oslo; † 6. Februar 2011) war ein norwegischer Klassischer Archäologe.

## Leben
Axel Seeberg studierte an der Universität Oslo Klassische Archäologie bei Hans Peter L’Orange und erlangte 1955 seinen Magister. Während eines Forschungsaufenthalts am University College London 1952/53 traf er T. B. L. Webster, der ihn ermutigte, sich mit den Darstellungen des antiken Theaters zu beschäftigen. Von 1958 bis 1960 war er Stipendiat, dann Lecturer an der Universität Oslo, von 1974 bis zu seinem Ruhestand 2001 dort Professor für Klassische Archäologie.
1982 wurde er Mitglied der Norwegischen Akademie der Wissenschaften, er war korrespondierendes Mitglied des Deutschen Archäologischen Instituts.

## Veröffentlichungen (Auswahl)
- The Wellcome Painter and his companions. In: Acta Archaeologica 35, 1964, S. 29–50.
- Corinthian Komos Vases (= Bulletin of the Institute of Classical Studies. Supplement 27). Institute of Classical Studies, London 1971.
- mit T. B. L. Webster, J. Richard Green: Monuments Illustrating New Comedy. Third edition revised and enlarged (= Bulletin of the Institute of Classical Studies. Supplement 50). 2 Bände, Institute of Classical Studies, London 1995.
- The first big acquisition Heinrich Schliemann, Ingvald Undset and Oscar II’s Gifts to the Early Ethnographical Museum in Oslo. In: CLARA 2, 2017, S. 1–17 (mit Kurzlebenslauf, Digitalisat).